# SXTN
SXTN (sɪkstn) — немецкий хип-хоп дуэт из берлинского района Кройцберг, существовавший в 2014—2018 годах (по другим данным, группа распалась в 2019); в него входили девушки-рэперы Juju (Юдит Вессендорф) и Nura (Нура Хабиб Омер); стали известны благодаря своей провокационной лирике — о проституции, расизме, наркотиках и вечеринках — активно использовавшей «мужские клише»; участницы группы познакомились в возрасте 17 лет.

## Дискография
- Leben am Limit (2017)
- Asozialisierungsprogramm (2016)